# Sonoya Mizuno
Pour les articles homonymes, voir Mizuno (homonymie).
Sonoya Mizuno (みずの・そのや, Mizuno Sonoya), née le 1er juillet 1986 à Tokyo (Japon), est une actrice, mannequin et ballerine britannique.
Elle est notamment connue pour ses collaborations avec Alex Garland, apparaissant dans les films Ex Machina, Annihilation et Civil War, ainsi que dans la série télévisée Devs. Elle est également connue pour ses rôles dans les séries Maniac et House of the Dragon.

## Biographie
Sonoya Mizuno naît à Tokyo en 1986, alors que ses parents, son père japonais et sa mère britannico-argentine, étaient diplomates en poste au Japon. Elle grandit en Angleterre, à Somerset, où elle commence la danse dès l'âge de 9 ans, avec déjà l'envie de devenir actrice. Poussée par sa professeur de danse, elle entre au Royal Ballet School de Londres, où elle apprend pendant dix ans la danse classique. Elle travaille ensuite dans plusieurs compagnies de danse, comme le ballet Semperoper (de) à Dresde, le Ballet Ireland (en), le New English Ballet Theatre et le Scottish Ballet

## Carrière
À vingt ans, Sonoya Mizuno commence une carrière de mannequin et défile pour Chanel, Alexander McQueen, Yves Saint Laurent, Louis Vuitton.
En 2014 elle participe au spectacle de danse d'Arthur Pita The World's Greatest Show au Greenwich Dance et au Royal Opera House.
Elle confirme ses débuts d'actrice en 2015 dans le film de science-fiction d'Alex Garland Ex machina puis en 2018 dans la série Maniac de Patrick Somerville produite par Netflix. Sa collaboration avec Alex Garland se poursuit en  2020, où tient le rôle principal de l'informaticienne Lily, dans la série Devs.
Mizuno obtient des rôles mineurs dans les films La La Land, La Belle et la Bête, et en 2018 dans la comédie romantique Crazy Rich Asians. La même année, elle obtient également un rôle majeur dans la série rétro futuriste Maniac. Depuis 2022, elle incarne Mysaria dans la série télévisée américaine de fantasy House of the Dragon.

## Filmographie partielle

### Cinéma
- 2012 : Venus in Eros de Takako Imai : Forest Guard
- 2015 : Katatsumuri : Sonn
- 2015 : Ex machina d'Alex Garland : Kyoko
- 2016 : Free Dance (High Strung) de Michael Damian : Jazzy
- 2016 : La La Land de Damien Chazelle : Caitlin
- 2016 : Alleycats : Suzie (en post-production)
- 2017 : Gifted de Robert Shaye : Sarah (en post-production)
- 2017 : La Belle et la Bête (Beauty and the Beast) de Bill Condon : Débutante
- 2018 : Annihilation d'Alex Garland : Katie, étudiante en médecine / humanoïde[1]
- 2018 : The Domestics de Mike P. Nelson : Betsy
- 2018 : Crazy Rich Asians de Jon M. Chu : Araminta Lee
- 2019 : Ambition de Robert Shaye : Sarah
- 2022 : Men d'Alex Garland : l'opératrice de police au téléphone (voix)
- 2024 : Civil War d'Alex Garland : Anya
- 2024 : Deep Cover de Tom Kingsley

### Télévision
- 2018 : Maniac : Dr. Fujita
- 2019 : Devs : Lily Chan
- Depuis 2022 : House of the Dragon : Mysaria "Lady Misère"[6]

### Clips
- 2013 : Autoerotic réalisé par le photographe Can Evgin[7],[8]
- 2016 : Wide Open par les Chemical Brothers, chanté par Beck[9],[10]